# Гафінчук (Медведенко) Галина Іванівна
Гафінчук (Медведенко) Галина Іванівна (нар. 9 вересня 1960 року, с. Сербичани Сокирянський район Чернівецька область. — Тележурналіст. Режисер

## Штрихи до життепису
Галина Гафінчук народилася 9 вересня 1960 року в селі Сербичани Сокирянського району Чернівецької області Україна. В 1985 році закінчила Київський державний інститут культури імені О. Є. Корнійчука, в 1991 — Всесоюзний інститут підвищення кваліфікації працівників телебачення і радіомовлення. З 1985 р. працювала на Київській кіностутії ім. О. Довженка, з 1987 р. — в Чернівецькій облдержтелерадіокомпанії: асистентом режисера, режисером програмної служби, режисером редакції інформаційно-аналітичних та художніх програм. Готувала і видавала в ефір передачі за участю Президентів України Леоніда Кравчука, Леоніда Кучми, Віктора Ющенка.

## Творчі набутки
Г. І. Гафінчук (Медведенко) учасник багатьох міжнародних та всеукраїнських телевізійних конкурсів: «Калинові острови», «Перемогли разом» «Агросвіт», де посідала перші місця та здобула «Гран-прі». У 2004 р. режисер отримала «Гран-прі» у конкурсі «Агросвіт-2004», у 2006 р. теж «Гран-прі» за передачу «Аннина гора», у 2009 р. її передача «Не відправлений лист» на міжнародному фестивалі телевізійних і радіопрограм посіла перше місце. Автор відеофільму про мистецькі таланти, обряди та традиції на Буковині

## Нагороди, відзнаки
- Диплом за участь у благодійному проекті «Подаруй дитині життя».
- Грамота УІІ фестивалю фольклору та гумору Гуцульщини «Захарецький гарчик».

Має відзнаки облдержадміністрації, Державного комітету телебачення і радіомовлення України.